# Disidencia japonesa a inicios de la era Shōwa

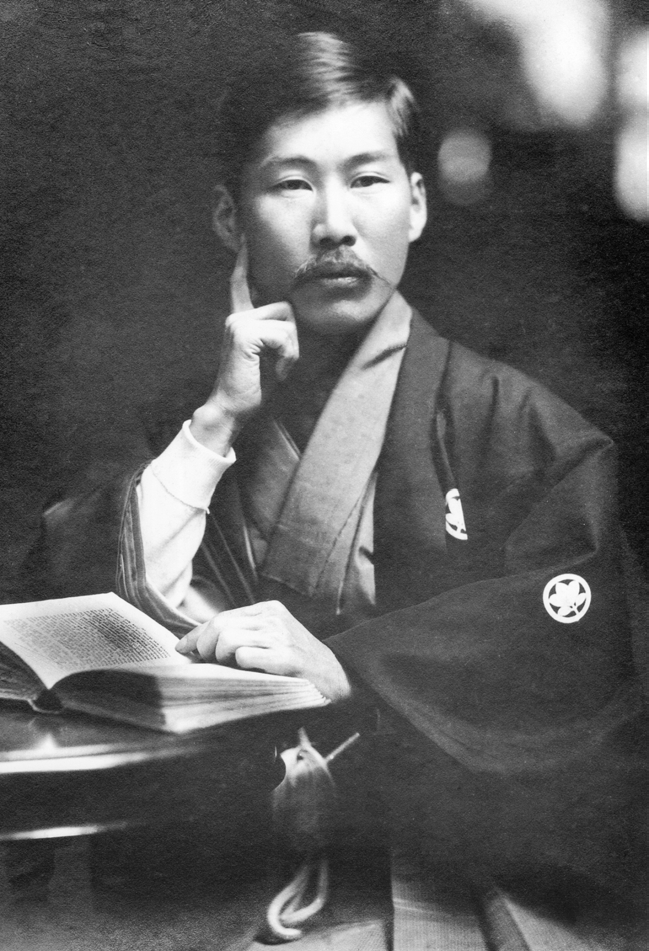
Kotoku Shusui, un anarquista japonés.

La disidencia japonesa durante la Era Shōwa temprano en la Segunda Guerra Mundial cubre a los oponentes japoneses individuales al Imperio del Japón antes y durante la Segunda Guerra Mundial.

## Resistencia antes de la Segunda Guerra Mundial

### Caso Kōtoku
Shūsui Kōtoku, un anarquista japonés, fue crítico con el imperialismo. Él escribiría Imperialismo: El espectro del siglo XX en 1901. En 1911, doce personas, incluido Kōtoku, fueron ejecutadas por su participación en el incidente de alta traición, un complot fallido para asesinar al emperador Meiji. También fue ejecutada por involucrarse en la trama Kanno Sugako, una anarco-feminista y exesposa de Kōtoku.

### Fumiko Kaneko y Park Yeol
Fumiko Kaneko era una anarquista japonesa que vivía en la Corea ocupada por los japoneses. Ella, junto con un anarquista coreano, Park Yeol, fueron acusados de intentar conseguir bombas de un grupo independentista coreano en Shanghái. Ambos fueron acusados de conspirar para asesinar a miembros de la familia imperial japonesa.

### ElHeimin Shimbun

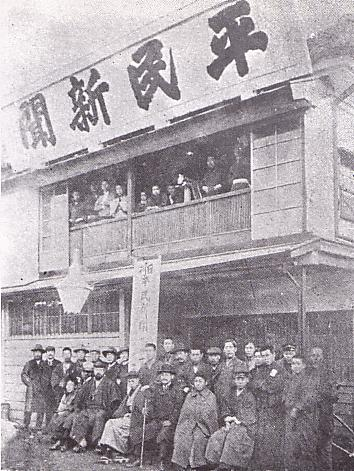
Una fotografía de la Heimin-sha (Sociedad de Comuneros), que publicó el Heimin Shimbun.

El Heimin Shimbun (Periódico de los Comuneros) fue un periódico socialista que sirvió como el principal vehículo contra la guerra durante la guerra ruso-japonesa. Era un portavoz semanal del socialista Heimin-sha (Sociedad de plebeyos). Los principales escritores fueron Kotoku Shusui y Sakai Toshihiko. Cuando el Heimin denunció los altos impuestos causados por la guerra, Sakai fue sentenciado a dos meses de cárcel. Cuando el periódico publicó El Manifiesto Comunista, Kotoku recibió cinco meses de prisión y el periódico fue cerrado.

### El budista anarco-socialista
Uchiyama Gudō era un sacerdote budista zen Sōtō y anarco-socialista. Fue uno de los pocos líderes budistas que habló en contra del imperialismo japonés. Gudō fue un defensor abierto de la reforma agraria redistributiva, anuló el sistema del emperador Meiji, alentó a los reclutas a desertar en masa y promovió los derechos democráticos para todos. Criticó a los líderes zen que afirmaban que la baja posición social estaba justificada por el karma y que vendían abades al mejor postor.
Después de que la persecución gubernamental empujó a los movimientos socialistas y pacifistas en Japón a la clandestinidad, Gudō visitó a Kōtoku Shūsui en Tokio en 1908. Compró equipos que se utilizarían para instalar una prensa secreta en su templo. Gudō usó el equipo de impresión para producir folletos y folletos socialistas populares, así como para publicar algunos de sus propios trabajos. Uchiyama fue ejecutado, junto con Kotoku, por su participación en el intento de asesinato del emperador Meiji. El sacerdocio de Uchiyama fue revocado cuando fue declarado culpable, pero fue restaurado en 1993 por la secta Soto Zen.

### Intento de asesinato de Hirohito
Daisuke Nanba, un estudiante y comunista japonés, intentó asesinar al Príncipe Regente Hirohito en 1924. Daisuke se indignó por la matanza de coreanos y anarquistas a raíz del Gran Terremoto de Kantō a fines de 1923. Entre los muertos estaba su compañero, el anarquista Sakae Ōsugi, la feminista Noe Itō y el sobrino de seis años de Ōsugi, que fueron asesinados por Masahiko Amakasu, el futuro jefe de la Asociación de Cine de Manchukuo, una productora de cine con sede en el estado títere japonés de Manchukuo. Este evento fue conocido como el incidente de Amakasu. Nanba fue declarado culpable por la Corte Suprema de Japón y ahorcado en noviembre de 1924.

### Incidente de Osaka
Hideko Fukuda fue considerada la "Juana de Arco" del Movimiento por la Libertad y los Derechos del Pueblo en Japón durante la década de 1880. También fue editora del Sekai fujin (Mujeres del mundo), un periódico socialista para mujeres al que Shūsui Kōtoku contribuyó con artículos. En 1885, Fukuda fue arrestada por su participación en el incidente de Osaka, un plan fallido para suministrar explosivos a los movimientos independentistas coreanos. Este plan fue diseñado para desestabilizar a Corea y forzar una confrontación entre China y Japón, lo que llevó a la revocación de los tratados entre los dos. Antes de que el plan pudiera implementarse, la policía arrestó a los conspiradores y confiscó las armas antes de que pudieran salir de Japón a Corea. Otros participantes en el plan incluyeron a Oi Kentaro, otra figura importante del Movimiento por la Libertad y los Derechos del Pueblo.

### Refugiados políticos japoneses a principios delsigloXXen los EE.UU.
La costa oeste de Estados Unidos, que tenía una gran población japonesa, era un refugio para los disidentes políticos japoneses a principios del siglo XX. Muchos eran refugiados del "Movimiento por la Libertad y los Derechos del Pueblo". San Francisco, y Oakland en particular, estaban llenos de tales personas. En 1907, una carta abierta dirigida a "Mutsuhito, Emperador de Japón de los Anarquistas-Terroristas" fue publicada en el Consulado General de Japón en San Francisco. Como Mutsuhito era el nombre personal del emperador Meiji, y se consideraba grosero llamar al emperador por su nombre personal, esto fue un gran insulto. La carta comenzó con: "Exigimos la implementación del principio de asesinato". La carta también afirmaba que el emperador no era un dios. La carta concluía con: "Hola, miserable Mutsuhito. Las bombas están a tu alrededor, a punto de explotar. Adiós". Este incidente cambió la actitud del gobierno japonés de los movimientos de izquierda.

## Resistencia japonesa durante el surgimiento del militarismo

### Ikuo Oyama

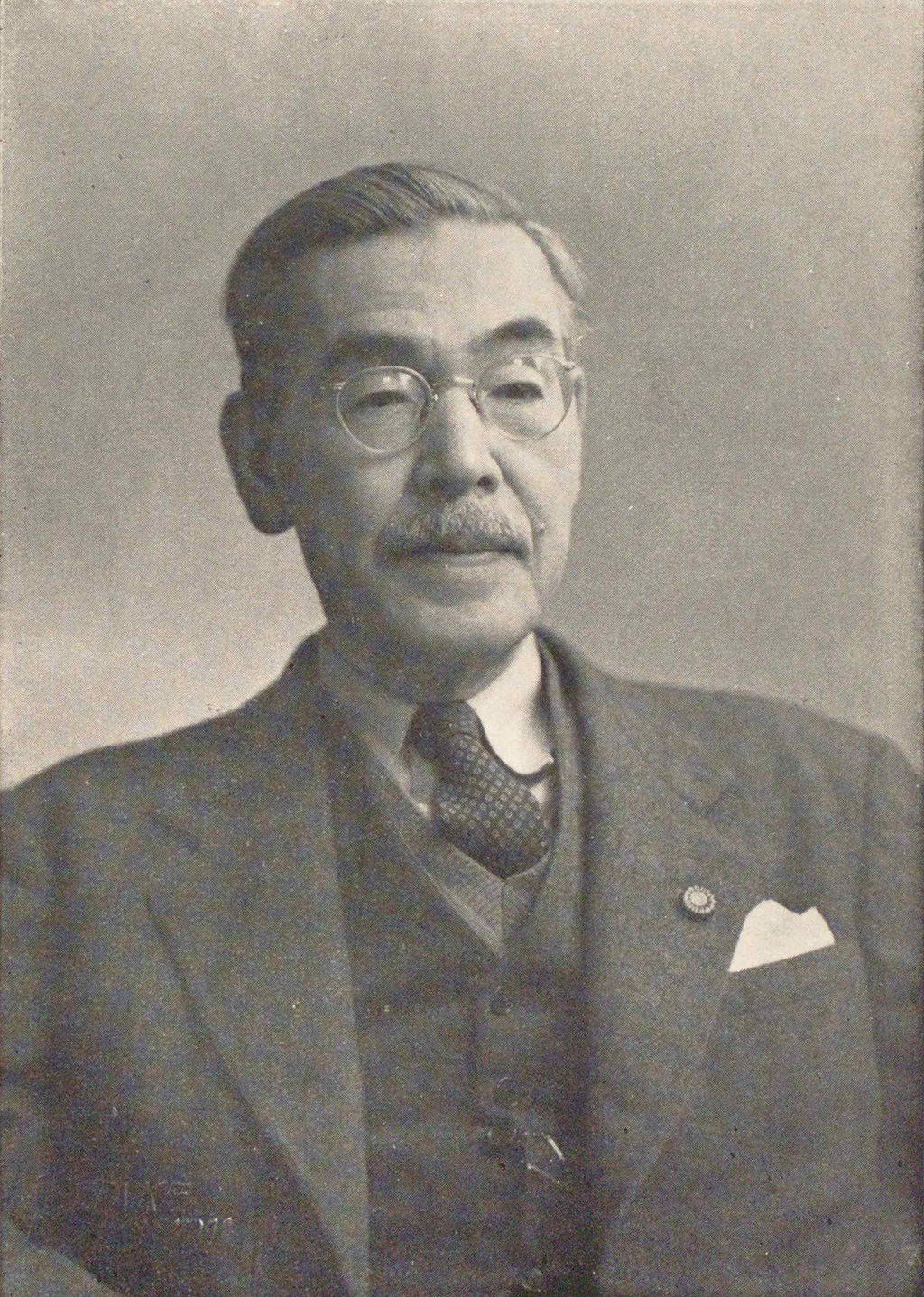
Ikuo Oyama, miembro del prohibido Partido Laborista-Agrario.

Ikuo Oyama era miembro del Partido Laborista-Agrario de izquierda, que abogaba por el sufragio universal, los salarios mínimos y los derechos de las mujeres. Yamamoto Senji, un colega suyo, fue asesinado el 29 de febrero, el mismo día que había presentado testimonio en la Dieta sobre la tortura de prisioneros. El Partido Laborista-Agrario fue prohibido en 1928 debido a las acusaciones de tener vínculos con el comunismo. Como resultado, Oyama huyó de Japón en 1933 a Estados Unidos. Obtuvo un trabajo en la Universidad del Noroeste en su biblioteca y departamento de ciencias políticas. Durante su exilio, trabajó en estrecha colaboración con el gobierno de los Estados Unidos contra el Imperio de Japón. Oyama felizmente estrechó la mano de Zhou Enlai, quien luchó contra los japoneses en la segunda guerra sino-japonesa. Oyama recibió el Premio estatal de la URSS el 20 de diciembre de 1951. Sin embargo, sus colegas le rogaron que no aceptara el premio por temor a convertirse en un títere soviético. Algunos de sus amigos más antiguos lo abandonaron cuando él lo aceptó.

### Chica moderna
Las chicas modernas (モダンガール, modan gāru) eran mujeres japonesas que se adhirieron a las modas y estilos de vida occidentalizados en la década de 1920. Eran el equivalente de los flapper de Estados Unidos.
Este período se caracterizó por la aparición de mujeres jóvenes de clase trabajadora con acceso a bienes de consumo y el dinero para comprar esos bienes de consumo. Las chicas modernas fueron representadas viviendo en ciudades, siendo independientes financiera y emocionalmente, eligiendo a sus propios pretendientes y apáticas hacia la política. Así, la niña moderna era un símbolo de la occidentalización. Sin embargo, después de un golpe militar en 1931, el nacionalismo japonés extremo y la Gran Depresión provocaron un regreso al ideal del siglo XIX de buena esposa, madre sabia.

### El Salón de té François

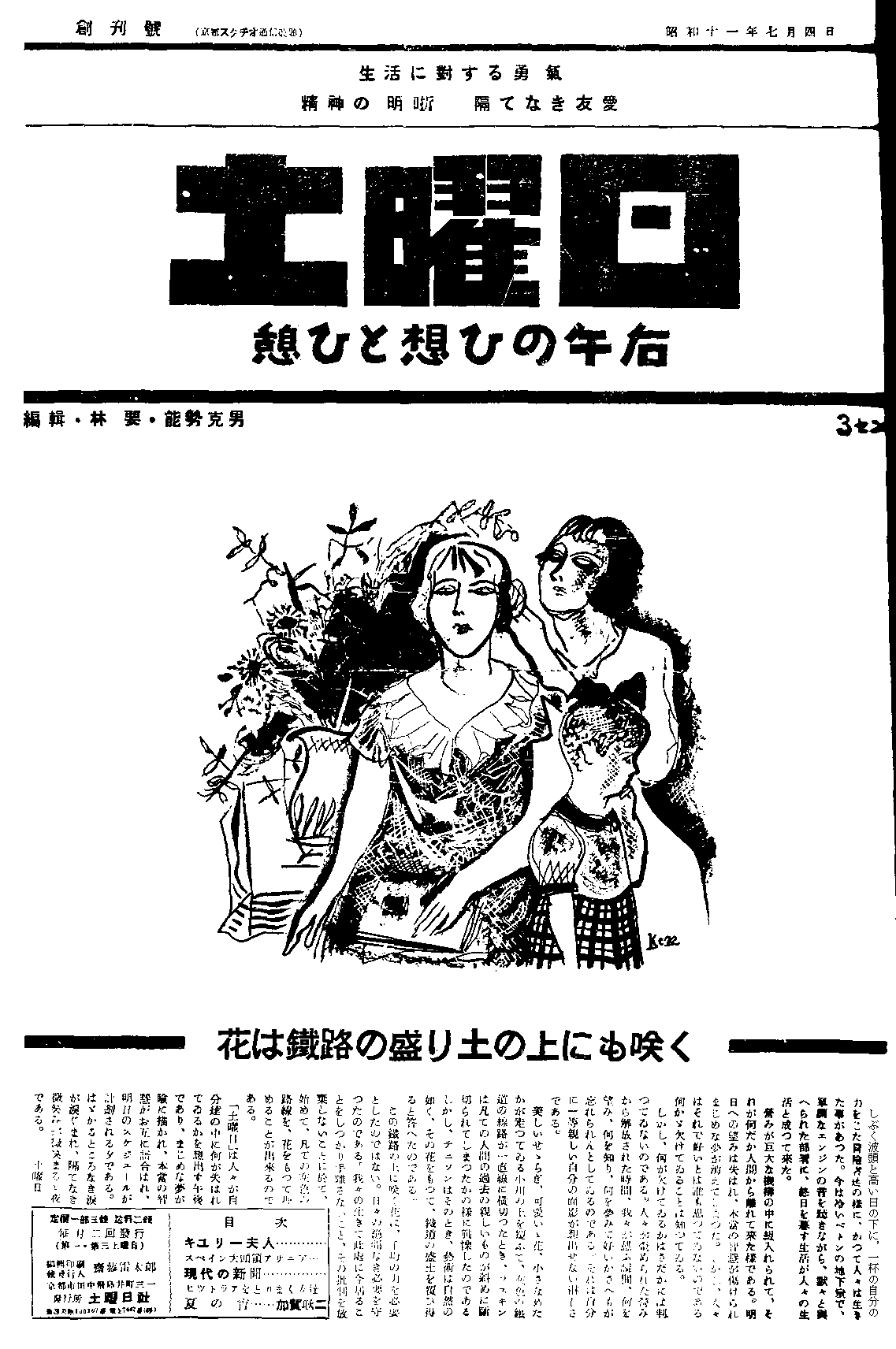
Portada del primer número del periódico antifascista Doyōbi, 7 de julio de 1936.

El Salón de té François era un café de estilo occidental establecido en Kioto en 1934 por Shoichi Tateno, que participó en movimientos laborales y movimientos contra la guerra. El café era una fuente secreta de fondos para el entonces partido comunista japonés prohibido. El periódico antifascista Doyōbi fue editado y distribuido desde el café.

### El incidente de Takigawa
En marzo de 1933, el parlamento japonés intentó controlar varios grupos y círculos educativos. El Ministerio del Interior prohibió dos libros de texto sobre leyes penales escritos por Takigawa Yukitoki de la Universidad Imperial de Kioto. Al mes siguiente, se solicitó a Konishi Shigenao, presidente de la Universidad de Kioto, que despidiera al profesor Takigawa. Konishi rechazó la solicitud, pero debido a la presión de los grupos militares y nacionalistas, Takigawa fue despedido de la universidad. Esto llevó a los 39 miembros de la facultad de la facultad de derecho de la Universidad Imperial de Kioto a renunciar. Además, los estudiantes boicotearon las clases y los simpatizantes comunistas organizaron protestas. El Ministerio de Educación pudo suprimir el movimiento disparando a Konishi. Además de este intento por parte del gobierno japonés de controlar las instituciones educativas, durante el mandato del ministro de educación, Ichirō Hatoyama, varios profesores de primaria también fueron despedidos por tener lo que se consideraban pensamientos peligrosos.

## Resistencia japonesa durante la Segunda Guerra Mundial

### Japoneses trabajando con la resistencia china

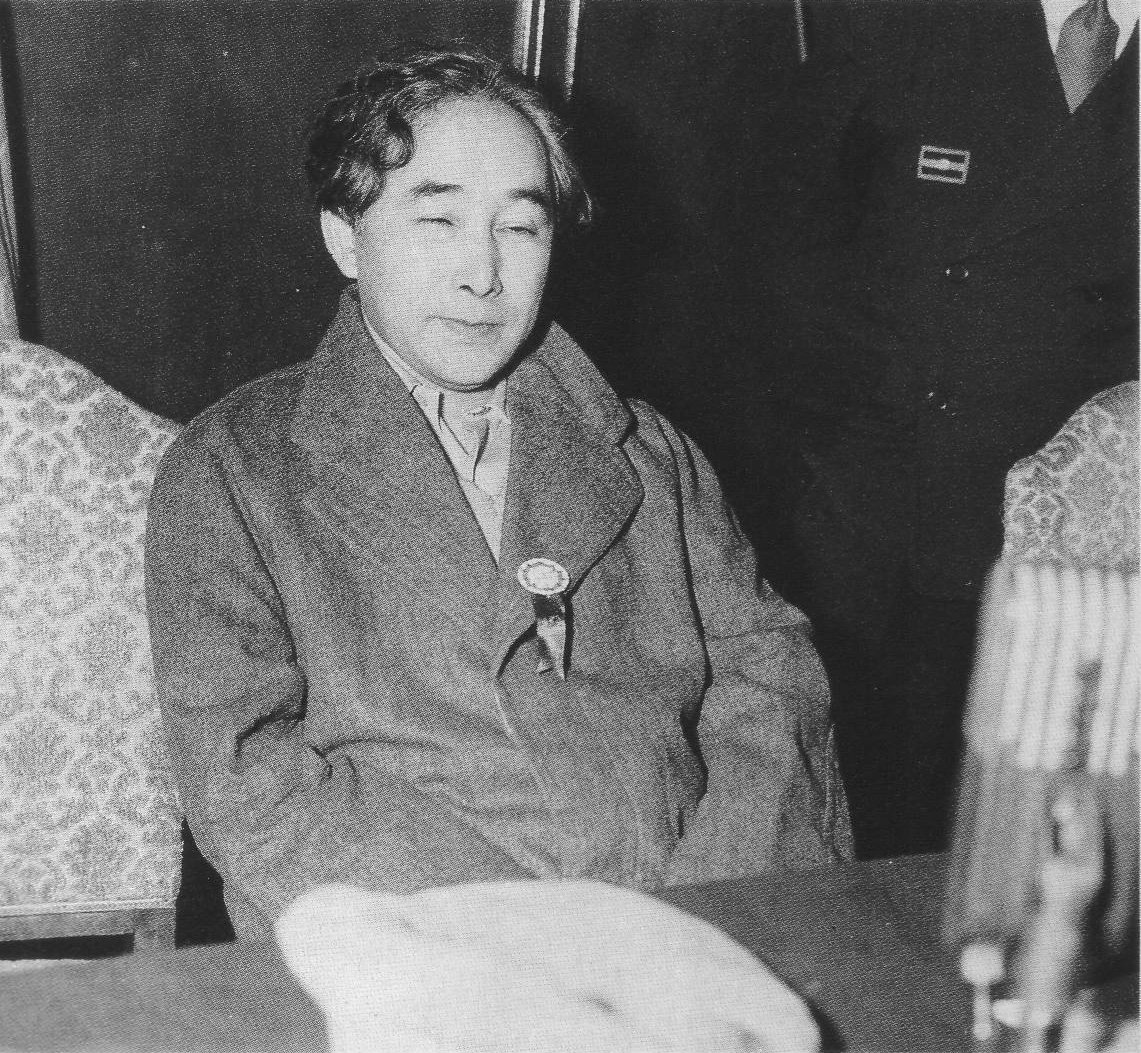
Kaji Wataru.

Kaji Wataru era un escritor proletario japonés que vivía en Shanghái. Su esposa, Yuki Ikeda, sufrió torturas a manos de los japoneses imperiales. Huyó de Japón cuando era muy joven, trabajando como bailarina de salón de baile en Shanghái para ganarse la vida. Eran amigos del líder cultural chino Kuo Mo-jo. Kaji y Yuki escaparían de Shanghái cuando los japoneses invadieran la ciudad. Kaji, junto con su esposa, participaron en la reeducación de los soldados japoneses capturados para el Kuomintang en Chongqing durante la segunda guerra sino-japonesa.
Su relación con Chiang Kai-shek fue problemática debido a su anticomunismo. Kaji trabajaría con la Oficina de Servicios Estratégicos en las últimas etapas de la guerra.
Sanzo Nosaka, fundador del Partido Comunista Japonés, trabajó con los comunistas chinos en Yan'an durante la segunda guerra sino-japonesa. Estaba a cargo de la reeducación de las tropas japonesas capturadas. La inteligencia japonesa en China estaba desesperada por eliminarlo, pero siempre fallaron en sus intentos. Sanzo se llamaba "Susumu Okano" durante la guerra. Hoy, Sanzō Nosaka es considerado una figura deshonrada para el Partido Comunista Japonés cuando se descubrió que acusó falsamente a Kenzō Yamamoto, un comunista japonés, de espiar para Japón. Iósif Stalin ejecutó a Yamamoto en 1939.
Sato Takeo era un médico japonés que era miembro del equipo médico de Norman Bethune en la segunda guerra sino-japonesa. El equipo de Norman fue responsable de brindar atención médica a los soldados del 8.º Ejército de Ruta.

### Japoneses trabajando con los Estados Unidos
Taro Yashima (nombre real Jun Atsushi Iwamatsu), un artista, se unió a un grupo de artistas progresistas, simpatizantes de las luchas de los trabajadores comunes y opuestos al surgimiento del militarismo japonés a principios de la década de 1930. El movimiento antimilitarista en Japón fue muy activo en ese momento, con carteles que protestaban por la agresión japonesa en China. Sin embargo, después de la invasión japonesa de Manchuria, el gobierno japonés comenzó a reprimir con fuerza el disenso doméstico, incluido el uso de arrestos y torturas por parte de la Tokkō (policía superior especial). Iwamatsu, quien fue arrojado a una prisión japonesa sin juicio junto con su esposa embarazada, Tomoe, por protestar contra el militarismo en Japón. Las condiciones en la prisión eran deplorables y los dos fueron sometidos a un trato inhumano, incluidas palizas. Las autoridades exigieron confesiones falsas, y los que las dieron fueron liberados.
Jun y Tomoe fueron a América para estudiar arte en 1939, dejando atrás a su hijo, Makoto Iwamatsu, que crecería para convertirse en un actor prolífico en Estados Unidos, con familiares. Cuando estalló la Segunda Guerra Mundial, Jun se unió a la Oficina de Servicios Estratégicos como pintor. Adoptaría el seudónimo Taro Yashima, para proteger a su hijo que todavía estaba en Japón. Jun continuaría usando su seudónimo cuando escribiera libros para niños, como Crow Boy, después de la guerra.
Eitaro Ishigaki fue un pintor issei que emigró a América desde Taiji, Wakayama, en Japón. En el estallido de la segunda guerra sino-japonesa y la guerra del Pacífico, pintó obras de arte contra la guerra y el antifascismo.
Su pintura Man on the Horse (1932) representaba a una guerrilla china vestida de civil que se enfrentaba al ejército japonés, fuertemente equipada con aviones y buques de guerra. Se convirtió en la portada de New Masses, un diario comunista estadounidense. Flight (1937) era una pintura que representaba a dos mujeres chinas que escapaban de los bombardeos japoneses, corriendo con tres niños y un hombre que yacía muerto en el suelo. Durante la guerra, trabajó para la Oficina de Información de Guerra de Estados Unidos junto con su esposa, Ayako.
Yasuo Kuniyoshi fue un pintor issei antifascista con sede en Nueva York. En 1942, recaudó fondos para United China Relief para proporcionar ayuda humanitaria a China cuando aún estaba en guerra con Japón. La revista Time publicó un artículo con Yasuo Kuniyoshi, George Grosz, un pintor antinazi alemán, y Jon Corbino, un pintor italiano, detrás de grandes caricaturas poco halagadoras de Hirohito, Hitler y Mussolini. Yasuo Kuniyoshi mostró oposición a la muestra de arte de Tsuguharu Foujita en las Galerías Kennedy. Durante la Segunda Guerra Mundial, Tsuguharu Foujita pintó obras de propaganda para el Imperio de Japón. Yasuo llamó a Foujita fascista, imperialista y expansionista. Yasuo Kuniyoshi trabajaría para la Oficina de Información de Guerra durante la Segunda Guerra Mundial, creando obras de arte que representaban las atrocidades cometidas por el Imperio de Japón, a pesar de que él mismo fue etiquetado como un "alienígena enemigo" después de Pearl Harbor.

### Japoneses trabajando con los británicos
Shigeki Oka (1878–1959) fue un issei socialista y periodista para Yorozu Choho, y un amigo de Kōtoku Shūsui o Toshihiko Sakai. Oka le daría la bienvenida a Kotoku cuando llegara a Oakland en EE. UU. Fue miembro de la Sekai Rodo Domeikai (Liga Mundial del Trabajo). En 1943, el ejército británico contrató a Shigeki Oka para imprimir materiales de propaganda en Calcuta, en India, como el Gunjin Shimbun (Soldier Newspaper).
La Universidad de Londres, fue utilizada por el ejército británico para enseñar japonés a soldados. Los maestros generalmente eran ciudadanos japoneses que se habían quedado en Gran Bretaña durante la guerra, así como nisei canadienses. Cuando en Bletchley Park, el Government Code and Cypher School (GC&CS), estaba preocupado por el lento ritmo del SOAS, comenzó sus propios cursos de idioma japonés en Bedford en febrero de 1942. Los cursos fueron dirigidos por el criptógrafo del Ejército Real, el Coronel John Tiltman, y el oficial retirado de la Royal Navy, el Capitán Oswald Tuck.

### El anillo del espía Sorge

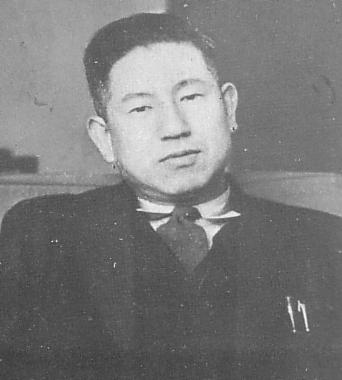
Hotsumi Ozaki.

Richard Sorge era un oficial de inteligencia militar soviético que realizaba vigilancia tanto en Alemania como en Japón, trabajando bajo la identidad de un corresponsal japonés del periódico alemán Frankfurter Zeitung. Llegó a Yokohama en 1933 y reclutó a dos periodistas: Hotsumi Ozaki del Asahi Shimbun, que quería revoluciones comunistas exitosas tanto en China como en Japón; y Yotoku Miyagi en 1932 que tradujo artículos e informes de periódicos japoneses al inglés y creó una red diversa de informantes.
En 1941, transmitió a la Unión Soviética que el Primer Ministro Konoe Fumimaro había decidido contra un ataque inmediato contra los soviéticos, eligiendo en cambio mantener las fuerzas en la Indochina francesa (Vietnam). Esta información permitió a la Unión Soviética reasignar tanques y tropas al frente occidental sin temor a los ataques japoneses. Más tarde ese año, tanto Sorge como Ozaki fueron descubiertos culpables de traición (espionaje) y fueron ejecutados tres años después en 1944.

### Resistencia pacifista

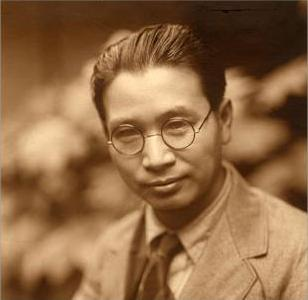
Kagawa Toyohiko, pacifista cristiano.

El pacifismo fue una de las muchas ideologías dirigidas por la Tokko. Pacifistas como George Ohsawa, el fundador de la dieta macrobiótica, fueron encarcelados por sus actividades contra la guerra en enero de 1945. Mientras estaba en prisión, sufrió un trato duro. Cuando finalmente fue liberado, un mes después del bombardeo de Hiroshima, estaba demacrado, lisiado y 80 % ciego. Toyohiko Kagawa, un pacifista cristiano, fue arrestado en 1940 por disculparse con la República de China por la ocupación japonesa. Yanaihara Tadao, otro cristiano, hizo circular una revista contra la guerra a partir de 1936 y hasta el final de la guerra.

### Boletines antifascistas
El periodista Kiryū Yūyū publicó un boletín antifascista, Tazan no ishi, pero fue fuertemente censurado y dejó de publicarse con la muerte de Kiryū a fines de 1941.
Un abogado llamado Masaki Hiroshi tuvo más éxito con su boletín independiente llamado Chikaki yori. La principal técnica de Masaki contra los censores fue simplemente enmascarar sus críticas al gobierno con un sarcasmo apenas velado. Al parecer, los censores no lo notaron y pudo continuar publicando ataques feroces contra el gobierno hasta el final de la guerra. Su revista tenía muchos lectores intelectuales como Hasegawa Nyozekan, Hyakken Uchida, Rash Behari Bose y Saneatsu Mushanokōji. Después de la guerra, Masaki se convirtió en un abogado defensor idiosincrásico, forzando con éxito muchos reconocimientos de negligencia policial con un gran riesgo para su vida.
Un boletín menos conocido fue Kojin konjin, una crítica mensual del ejército publicada por el humorista Ubukata Toshirō. Una vez más, el uso de la sátira sin un llamado explícito a la acción política permitió a Ubukata evitar el enjuiciamiento hasta el final de la guerra, aunque dos cuestiones fueron prohibidas. Dejó de publicarse en 1968.

### Un diario de oscuridad
Kiyosawa Kiyoshi fue un comentarista educado en Estados Unidos sobre política y asuntos exteriores que vivió en una época en que los militaristas japoneses llegaron al poder. Escribió un diario como notas para una historia de la guerra, pero pronto se convirtió en un refugio para criticar al gobierno japonés. Opiniones que tuvo que reprimir públicamente. Relata el creciente control burocrático sobre todo, desde la prensa hasta la ropa de las personas. Kiyosawa mostró desprecio por Tojo y Koiso. Se lamenta del auge de la propaganda histérica y relata las luchas de él y de sus amigos para evitar el arresto. También registró el aumento de la pobreza, el crimen y el desorden. Traza la desintegración gradual del esfuerzo de guerra de Japón y la inminente certeza de la derrota. Su diario fue publicado bajo el nombre de Un diario de oscuridad: El diario de guerra de Kiyosawa Kiyoshi, en 1948. Hoy se considera un clásico.

### Películas contra la guerra
Fumio Kamei fue arrestado bajo las Leyes de Preservación de la Paz después de publicar dos documentales financiados por el estado que, mientras pretendían ser celebraciones de Japón y su ejército, retrataban a víctimas civiles de crímenes de guerra japoneses y se burlaban del mensaje de "guerra sagrada" y de la propaganda del "hermoso Japón". Fue liberado después de la guerra y continuó haciendo películas contra el establishment.

### Participación de losniseien la resistencia japonesa
Karl Yoneda era un nisei nacido en Glendale, California. Antes de la Segunda Guerra Mundial, fue a Japón para protestar por la invasión japonesa de China con militantes japoneses. A fines de 1938 estuvo involucrado en protestas de carga de guerra que se dirigían a Japón junto con militantes chinos y japoneses. Se uniría al Servicio de Inteligencia Militar de los Estados Unidos en la guerra.
Koji Ariyoshi fue un sargento nisei en el ejército de los EE. UU. durante la Segunda Guerra Mundial y un oponente del militarismo japonés. Fue miembro de la Misión Dixie de los Estados Unidos, donde conoció a Sanzo Nosaka y Mao Zedong. Durante la guerra, también se reunió con Kaji Wataru en Chongqing, y se enteró de él cuando estaba en Birmania. Koji Ariyoshi formaría la Asociación de Amistad del Pueblo Hawái-China en 1972.

### Resistencia Sōka Kyōiku Gakkai
Artículo principal: Soka Gakkai
El reconocido educador Tsunesaburo Makiguchi, basado en las enseñanzas del revolucionario religioso del siglo XIII Nichiren Daishonin, atribuyó los diversos problemas que Japón estaba experimentando a la aceptación de Nembutsu y otras falsas doctrinas religiosas que difaman la vida humana. Sus creencias religiosas lo obligaron a tomar una posición contra el gobierno, lo que le valió la reputación de ser un disidente político. Su fe en el budismo de Nichiren lo motivó hacia un "compromiso activo para promover el bien social, incluso si esto llevó al desafío de la autoridad estatal". En consecuencia, Makiguchi (como su líder) y la organización laica siguiendo las enseñanzas del Daishonin (la Soka Kyoiku Gakkai) pronto atrajeron la atención de la Policía Superior Especial (similar a la Gestapo nazi).
En 1943, Makiguchi y la organización laica fueron fundamentales para persuadir a su sacerdocio, Nichiren Shōshū, de rechazar un mandato patrocinado por el gobierno para fusionarse con Nichiren Shū basado en la 'Ley de Organizaciones Religiosas' que se había establecido en 1939. A medida que avanzaba la guerra, El gobierno japonés ordenó que se colocara un talismán (objeto de devoción) de la religión sintoísta en cada hogar y templo. Inclinándose ante el régimen militarista, el sacerdocio de Nichiren Shōshū acordó aceptar la colocación de un talismán dentro de su templo principal. Al defender la pureza de las enseñanzas del Daishonin, Makiguchi y el liderazgo de la Soka Gakkai se negaron abiertamente. Durante su interrogatorio en la prisión por parte de la policía de pensamiento, Makiguchi compartió que su grupo había destruido al menos 500 de los talismanes, un acto sedicioso en esos días.
En 1942, una revista mensual publicada por Makiguchi llamada Kachi Sōzō (価値創造, "Creación de valor") fue cerrada por el gobierno militarista, después de solo nueve números. Makiguchi, su discípulo Josei Toda y otros 19 líderes de la Soka Kyoiku Gakkai (Sociedad de Educación para la Creación de Valor) fueron arrestados el 6 de julio de 1943 por violar la Ley de Preservación de la Paz y lèse-majesté: por "negar la divinidad del Emperador" y "calumniando" el Gran Santuario de Ise.
Con su liderazgo diezmado, la Soka Kyoiku Gakkai se vio obligada a disolverse. Durante el interrogatorio, Makiguchi insistió en que "el emperador es un hombre común... el emperador comete errores como cualquier otra persona". El tratamiento en prisión fue duro, y en un año, todos menos Makiguchi, Josei Toda y un director más se retractaron y fueron liberados. El 18 de noviembre de 1944, Makiguchi murió de desnutrición en prisión, a la edad de 73 años. Toda fue liberado después de la guerra y reconstruyó la organización laica junto con su discípulo Daisaku Ikeda. El movimiento por la paz, la cultura y la educación se extendió por todo el mundo y hoy se conoce como la Soka Gakkai Internacional (SGI).
Los detalles de la acusación de Makiguchi y el posterior interrogatorio fueron cubiertos en julio, agosto y octubre (1943) en boletines mensuales clasificados de la Policía Superior Especial. Sin embargo, algunos historiadores tienen diferentes interpretaciones sobre la resistencia de Makiguchi al gobierno. Ramseyer postuló en 1965 que Makiguchi atrajo la atención de la Policía Especial del gobierno debido a los agresivos esfuerzos de propagación de algunos de sus seguidores. Otros académicos, al examinar tanto la acusación de Makiguchi como sus registros de interrogatorio, señalan su oposición constante al gobierno existente.